# Waldbach (Röhr)

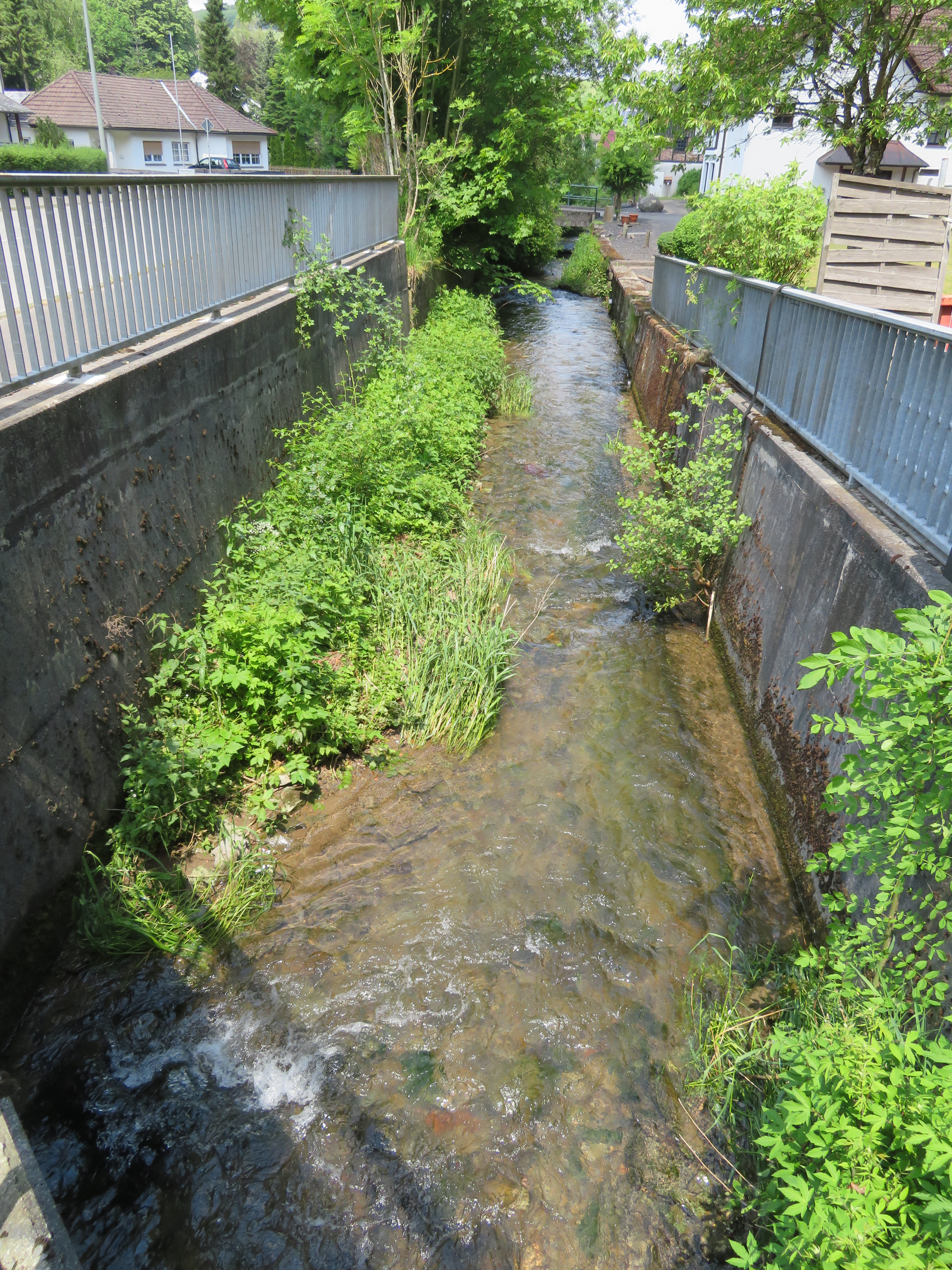
Waldbach am südlichen Rand von Endorf

Der Waldbach ist ein 8,1 km langer, orografisch linker Nebenfluss der Röhr in Nordrhein-Westfalen, Deutschland. 

## Geographie
Der Bach entspringt auf der Nordwestseite der Homert im Fretterwald auf einer Höhe von etwa 549 m ü. NN. Die Quelle liegt etwa 800 m südwestlich von Röhrenspring und der Röhrquelle entfernt. Von seiner Quelle aus fließt der Bach vorwiegend in nördliche Richtungen. Unterhalb von Gehren fließt ihm linksseitig der Laurenziusbach und wenig später die Schneebecke zu. Sein weiterer Weg führt ihn durch Endorferhütte, wo er rechtsseitig noch den Bütbach aufnimmt, weiter nach Endorf. Vor Endorf mündet noch rechtsseitig der Mühlscheider Bach. Nachdem der Waldbach Endorf durchflossen hat mündet er auf 308 m ü. NN linksseitig in die Röhr.
Der Waldbach überwindet auf seinem 8,1 km langen Weg einen Höhenunterschied von 241 m, was einem mittleren Sohlgefälle von 29,6 ‰ entspricht. Er entwässert ein 15,238 km² großes Einzugsgebiet über Röhr, Ruhr und Rhein zur Nordsee.

## Natur und Umwelt
Außerhalb der beiden Ortslagen fließt der Bach sehr naturnah. Am Weiler Endorfer Hütte wurde die Ufer des Waldbachs leicht beeinträchtigt. Nur in den Ortslagen von Endorf ist die Waldbach durch den Menschen stark verändert worden. Der Fluss fließt hier teilweise kanalartig, wobei die Ufer teilweise stark befestigt sind. Eine Trinkwassergewinnung erfolgt aus dem Waldbach nicht.
Für den Bewirtschaftungsplan für die Wasserrahmenrichtlinie der EU wurde auch der Waldbach im Auftrag des Ministeriums für Umwelt, Landwirtschaft und Verbraucherschutz des Landes Nordrhein-Westfalen (MUNLV) untersucht. Genauere Untersuchungen fanden nur ab der Ortslage Endorf statt. Bis Endorf wurde der Bach nur eingeschränkt untersucht. Der Waldbach wurde bis Endorf als natürlich und ab Endorf als erheblich verändert eingestuft. 
Hinsichtlich der Belastung der Waldbach mit Nitrat, Metallen und anderen möglicherweise das Gewässer belastenden Stoffen wurde er als gut bis sehr gut eingestuft. Der Chemische Zustand wurde als gut bewertet. 
Die folgenden Bewertungen beziehen sich nur für den Lauf des Waldbach ab der Ortslage Endorf. Die allgemeine Degradation wurde als mäßig eingestuft. Die Saprobie wurden als gut eingestuft. Bei Tieren und Pflanzen erfolgten diese Einstufungen, bei Makrozoobenthos (am Gewässerboden lebenden Kleinlebewesen wie z. B. Krebse, Muscheln, Schnecken, Insektenlarven) als mäßig, bei Makrophyten (mit bloßem Auge sichtbare Wasserpflanzen, die unter und an der Wasseroberfläche leben, darunter Armleuchteralgen, Moose und Farne sowie Samenpflanzen wie Laichkräuter) und bei Phytobenthos (am Gewässerboden lebende Pflanzen, hauptsächlich Algen) als gut. Die Fischfauna wurde nicht untersucht. Wegen der Verbauungen in den Ortslagen wurde der ökologische Zustand und das Potenzial zur Verbesserung nur als mäßig eingestuft.
Am Waldbach wurden bisher Wasseramsel und Gebirgsstelze als Brutvögel nachgewiesen. Als Nahrungsgäste treten Graureiher und Schwarzstorch auf. Der Bisamratte kommt seit Jahren am Fluss vor.